# بانگ‌مرغ پولن
بانگ‌مرغ پولن (نام علمی: Xenopirostris polleni) نام یک گونه از سرده شگرف‌ها است.